# Herregårde i Frederiksborg Amt
Herregårde i Frederiksborg Amt.
Før kommunalreformen i 1970 bestod amtet af 6 herreder:

## Lynge-Frederiksborg Herred
- Favrholm
- Græsegård (forsvundet)
- Hagerup (forsvundet)
- Hillerødsholm (delvist forsvundet)
- Torupgård (forsvundet)
- Trollesminde

## Lynge-Kronborg Herred
- Hyringsholm (forsvundet)
- Krogerup
- Hellebækgård
- Nivågård
- Rungstedgård
- Rungstedlund
- Folehavegård

## Holbo Herred
- Fredbo (forsvundet)
- Stenholt (forsvundet)
- Esromgård

## Horns Herred
- Orebjerg
- Pagterold
- Selsø
- Svanholm
- Torpegård (Skuldelev Sogn)
- Venslev (forsvundet)

## Ølstykke Herred
- Farumgård
- Slagslunde (forsvundet)
- Veksø Slot (forsvundet)

## Strø Herred
- Arresødal
- Grønnæssegård
- Havelsegård (forsvundet)
- Lille Lyngby (forsvundet)